# Connect (serie de televisión)
Connect (en hangul, 커넥트; RR: Keonekteu ) es una serie de televisión surcoreana dirigida por Takashi Miike y protagonizada por Jung Hae-in, Go Kyung-pyo y Kim Hye-jun. Sus seis capítulos se lanzarán simultáneamente por la plataforma Disney+ y en Star+ en América Latina el 7 de diciembre de 2022.

## Sinopsis
Connect, basada en un webtoon del mismo nombre, describe una historia misteriosa que comienza cuando un joven músico es secuestrado por una banda de traficantes de órganos, que le extirpan un ojo para trasplantarlo en el cuerpo de un asesino en serie, con el cual «conecta».

## Reparto

### Principal
- Jung Hae-in como Ha Dong-soo, un humanoide con un cuerpo inmortal, con la capacidad de curarse y recuperarse por sí mismo sin importar cuán gravemente herido esté.[5][6]
- Go Kyung-pyo como Oh Jin-seok, un asesino en serie que recibió un trasplante de ojo de Connect.[7]
- Kim Hye-jun como Lee I-rang, una ayudante misteriosa que conoce el secreto de Connect.[8][9]

### Secundario

#### Policía
- Kim Roi-ha como el detective Choi.[10][11]
- Han Tae-hee como el detective Yeom.[12]

#### Traficantes de órganos
- Jang Gwang como el médico.[11][13]
- Jo Bok-rae como el Sr. Kim.[11]
- Sung Hyuk como Min-sook.[14]

#### Otros
- Yang Dong-geun como el músico Z.[11]
- Oh Ha-nee como Song Ha-young.[15][16]
- Jung Young-joo como Gye Young-ran.

## Producción
La serie está basada en el homónimo webtoon firmado por Shin Dae-sung, aunque es patente la impronta del director Takashi Miike. Hay algunas diferencias: por ejemplo, KIm Hye-jun intentó crear su propio personaje, por lo que solo leyó la primera parte del webtoon.
Studio Dragon anunció la producción de Connect mediante un comunicado el 24 de junio de 2021. Es la primera serie surcoreana dirigida por un japonés, Takashi Miike, prolífico y aclamado director de películas de género. También para este es la primera ocasión en que dirige una serie y que trabaja con actores y personal surcoreanos.
El rodaje de la serie estaba en curso en enero de 2022, y concluyó a finales de marzo del mismo año. El 7 de octubre se presentó en una conferencia de prensa en el Grand Chosun Hotel de Busan y en una charla abierta en el Busan Cinema Center, con la presencia de director y protagonistas. A mediados de noviembre Takashi Miike publicó el tráiler y el cartel.

### Estreno
La serie fue presentada en la sección On Screen del 27.º Festival Internacional de Cine de Busan, el 6 de octubre de 2022, donde se proyectaron los tres primeros capítulos.

## Crítica
Para Pierce Conran (South China Morning Post), que le otorga tres de cinco estrellas, «el salvaje y sucio debut en el drama coreano de Takashi Miike decepciona después de una fuerte apertura». Mientras la primera parte está llena de «elementos extravagantes y es terriblemente divertido verlos cuando aparecen por primera vez en la pantalla y se extienden por todo el alocado mundo de terror urbano orquestado por Takashi Miike [...], una vez que el programa avanza a su segunda mitad, esos cimientos comienzan a tambalearse». Critica asimismo la inconsistencia del único personaje femenino y la poca convicción con la que se aborda el intento de romance.
Jonathon Wilson (Ready Steady Cut) valora la serie con tres estrellas y media de cinco. Agradece la escasa duración con respecto al estándar de las series coreanas, y señala que «la trama tiene suficientes elementos básicos de suspenso que me intrigaron constantemente; con la suficiente facilidad para llegar hasta el final». Concluye escribiendo que es una serie extraña y extravagante, a la que «vale la pena echarle un vistazo».